# Phylloxera caryaegummosa
Phylloxera caryaegummosa är en insektsart. Phylloxera caryaegummosa ingår i släktet Phylloxera och familjen dvärgbladlöss. Inga underarter finns listade i Catalogue of Life.